# Andrej Aleksandrovič Mel'nikov
Andrej Aleksandrovič Mel'nikov GSS (in russo Андрей Александрович Мельников? in bielorusso Андрэй Мельнікаў?; Mahilëŭ, 11 aprile 1968 – Paktia, 8 gennaio 1988) è stato un militare sovietico, soldato e mitragliere che combatté nell'invasione sovietica dell'Afghanistan al fianco della 9ª Compagnia, 345º Reggimento Guardie Indipendenti Aviotrasportate.
Era presente durante la battaglia della Collina 3234 come mitragliere armato di mitragliatrice leggera RPK da 7,62 × 39 mm. Costui utilizzò la mitragliatrice per respingere un travolgente attacco dei mujaheddin e nel corso del combattimento Mel'nikov è stato ucciso. Per il suo coraggio sotto il fuoco nemico, fu decorato con la medaglia Eroe dell'Unione Sovietica.